# Canale della Somme
Il canale della Somme è un corso d'acqua artificiale francese che scorre nella regione degli Hauts-de-France ed attraversa i dipartimenti dell'Aisne e della Somme collegando il canale di San Quintino allo stretto della Manica.

## Storia
Nel 1777, a seguito dell'ostruzione di un braccio della Somme a Saint-Valery-sur-Somme, le autorità presero in considerazione la realizzazione di un canale marittimo fra Abbeville e l'estuario, a Saint-Valery.
Nel 1785 un decreto del re Luigi XVI disponeva l'esecuzione del canale della Somme. Questo canale, allora chiamato "Canale del duca d'Angoulême", doveva collegare la Somme al canale di San Quintino.
I lavori ebbero inizio nel 1786, ma dovettero essere interrotti dal 1793 di fronte alle difficoltà tecniche (impossibilità di costruire la base delle chiuse sul letto alluvionale) e soprattutto alle reazioni dei proprietari di Bas-Champs, allevatori di bestiame su terreni periodicamente invasi dall'alta marea (detti pascoli prés salés). I lavori ripresero su ordine di Napoleone Bonaparte nel 1802, che intendeva fare di Saint-Valery-sur-Somme un porto militare. Essi proseguirono nel 1810 con l'impiego di prigionieri di guerra spagnoli nei lavori di terrazzamento.
Sotto la restaurazione la concessione fu affidata nel 1822, per decreto, al banchiere Pierre-Urbain Sartoris († 1833), che ravvisò l'opportunità di un raddoppio del fiume con un canale marittimo fino a Saint-Valery-sur-Somme.
Nel 1827 Carlo X inaugurò egli stesso il canale della Somme, realizzato esattamente come lo vediamo oggi.
Il collegamento con il canale del Nord divenne allora il solo sbocco per le chiatte. Negli anni sessanta, 300.000 tonnellate di merci transitavano ancora attraverso il canale della Somme: barbabietole destinate agli zuccherifici, cereali, fertilizzanti, ecc. Dopo, il traffico ha continuato a diminuire, lasciando il posto ai battelli turistici e da diporto.
A causa del crescente interramento, il canale non è più navigabile tra Saint-Simon à Offoy dal 2000, per i navigli mercantili, e dal 2004 per tutti i battelli.

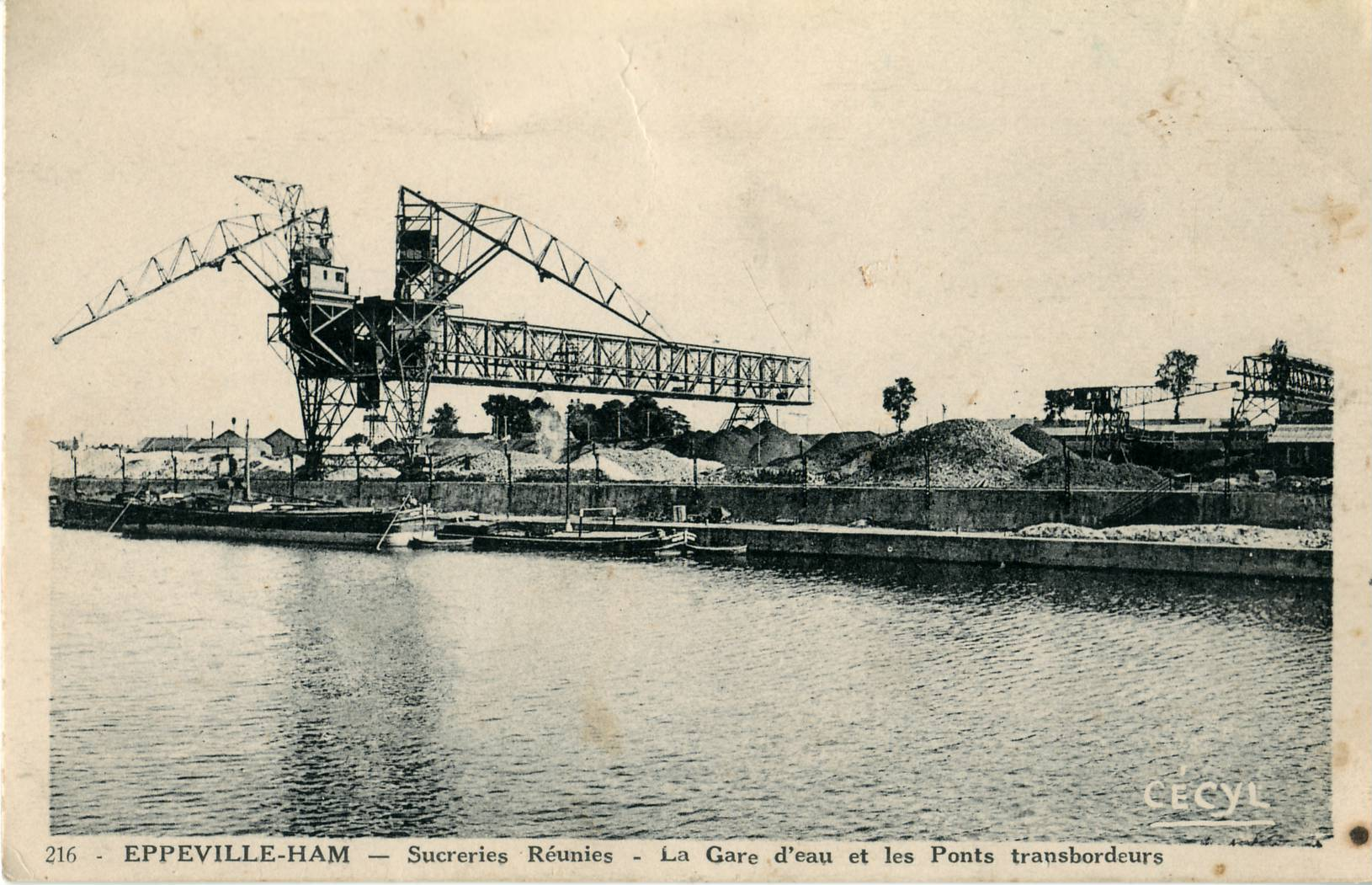
Le installazioni portuali d'Eppeville - Ham erano specialmente utilizzate per l'importante zuccherificio locale.

## Caratteristiche
- tipo di corso d'acqua: "canale latérale" e parzialmente "fiume canalizzato"
- collega il canale di San Quintino al canale della Manica
- Origine: Saint-Simon (Aisne), alla quota di 66 m s.l.m.
- Termine: Saint-Valery-sur-Somme, alla quota di 0 m s.l.m.
- Lunghezza: 163.8 km[5]
- Numero di chiuse: 25[6]
- Sagoma: Il canale è conforme alla sagoma Freycinet; nel tratto da Voyennes a Péronne, la sezione è stata impostata a quella del canale del Nord, nel 1960